# Венера 1
Венера 1 е автоматичен космически апарат, изстрелян от СССР на 12 февруари 1961 г. 00:34:36 стандартно време с цел изследване на Венера, и първият от поредицата апарати Венера. Теглото на апарата е 643,5 kg. Състои се от цилиндричен отсек с диаметър от 1,05 m и отсек с форма на купол с обща височина от 2,035 m. Апаратът е херметизиран до налягане от 1,2 атмосфери с азот. Вентилатори във вътрешността на апарата осигуряват циркулация и на азота, предпазвайки от прегряване. Към цилиндричния отсек са монтирани два слънчеви панела, захранващи сребърно-цинкова батерия. Комуникация с наземния контрол се осъществява посредством двуметрова мрежеста параболична антена, изпращаща данни по канал със честота от 922,8 MHz. За изпращане на нискочестотни сигнали в близост до Земята се използва 2,4 метрова стреловидна антена. Допълнителни телеметрични данни се изпращат посредством антени, монтирани върху слънчевите панели.
Оборудването включва магнетометър монтиран на стрела, два детектора на слънчев вятър, детектор на микрометеорити, гайгеров брояч и детектор на космически лъчи. Към единия от слънчевите панели е прикрепен термометър, измерващ температурата на пробни покрития. Вероятно към апарата са включени и инфрачервени и ултравиолетови радиометри. В купола е поместен двигателят за корекции на курса КДУ-414.
Венера 1 е изстрелян първоначално от ракетата-носител Мълния в ниска околоземна орбита с размери 229 × 282 km. Четвъртата степен на ракетата-носител се задейства от орбита и апаратът се привежда в околослънчева орбита – първата успешна маневра от такъв тип, осъществена с помощта на двигателя 11Д33.
Осъществени са три телеметрични сесии, като са получени данни за интензивността на слънчевия вятър и космични лъчи в близост до магнетопаузата на Земята. Потвърдени са резултатите на Луна 2 за наличието на слънчев вятър в междупланетното пространство. Няколко дни по-късно обаче планираната телеметрична сесия не е осъществена. На 19 май 1961 г. апаратът преминава на 100 000 km от Венера. Спекулира се, че от радиотелескопа Джодрел банк във Великобритания са засечени слаби сигнали на Венера 1. За причина за отказа на апарата се счита прегряване на сензора, следящ положението на Слънцето.
Венера 1 представлява важна стъпка в развитието на космическите апарати. Тя е първата истинска междупланетна сонда, снабдена с основните системи за навигация и комуникация, които се използват. През по-голямата част от функционирането си тя е стабилизирана по трите оси. Венера 1 първа осъществява корекция на курса, използвайки стабилизация и засичане на положението на Слънцето и звездата Канопус. Било е планирано при сближаване с Венера да бъде осъществена подобна маневра, но със засичане на Земята с цел предаване на данни.